# 天道盟至尊會
至尊聯盟，是臺灣三大犯罪組織之一的天道盟旗下的分會，原為獨立幫派「至尊盟」。
至尊會的主要活動範圍在臺北各地區，其他活動範圍涵蓋北部的桃園、新竹、中部的臺中及南部高雄、屏東等地區。首任會長「陳文將」（2019年2月7日病逝）為台北大同區的角頭，在1995年加入由台北「下厝庄」角頭老大「侯廷達」結合四海幫所創立的金融犯罪組織「至尊盟」，任大同區「尊將會」會長。1997年至尊盟被警方大舉掃蕩至此離散。此後，天道盟盟主「圓仔花」鄭仁治為擴張組織，除成立嫡系的分會外，也籠罩過去至尊盟成員的「大綱」、「陳文將」等人，組成天道盟至尊會，惟陳某帶領部分舊臣移藉天道盟並擔任「至尊會」的首任會長。目前至尊會似乎解散。

## 參閲
- 至尊盟